# Paweł Weżinow
Paweł Weżinow (ur. 9 listopada 1914 w Sofii, zm. 2 grudnia 1983) – bułgarski prozaik.
W czasie II wojny światowej był korespondentem wojennym. Doświadczenia tych lat stały się tematem wielu jego późniejszych utworów. Jest autorem licznych tomów opowiadań i powieści. W Polsce ukazał się tom opowiadań: Zapach gorzkich migdałów (Дъх на бадеми), mini-powieść Bariera (Бариерата) oraz powieść Nocą z białymi końmi (Нощем с белите коне), której akcja rozgrywa się w środowisku naukowców sofijskich. Autor przeprowadza w niej konfrontację rozmaitych postaw życiowych i moralnych starszego i młodszego pokolenia bułgarskiej inteligencji.